# 菊間千乃
菊間千乃（1972年3月5日—），出身於東京都。日本女律師（第二東京律師會所属）。律師法人松尾綜合法律事務所所属。前富士電視台播報員。

## 經歷
出生於東京都。先後就讀於光塩女子學院中等科·高等科、早稻田大學法學部。
小學時就以考上早稻田大學和當上播報員為理想，但是應屆入學試不合格。複讀當年的入學試期間，又患上流感被迫住院，但最終還是合格了。
1995年4月，正式加入富士電視台成為播報員，同期入社的還有伊藤利尋、森昭一郎和高木廣子。先後擔任《發掘！真有其事大百科》、《2時的真相》、《FNN SUPER NEWS》等節目的主持。還擔任全國高等學校排球選拔優勝大會、世界盃排球賽、世界女排大獎賽等多個大型排球賽事的直播主持人。其開朗的性格、活潑的語調，使她廣受歡迎，是當時富士電視台其中一位看板女主播。
1998年9月2日，主持晨間新聞節目《鬧鐘電視》的「走吧！菊間」環節，介紹高樓逃生器材的使用方法，器材未能固定在樓宇，菊間從五樓13米高處直接墜落到地面。菊間重傷，胸椎、腰骨、肋骨、先骨都嚴重骨折。由於節目是直播，觀眾目睹事故的發生經過，引起極大的轟動。
儘管菊間從墜樓事故的鬼門關僥倖逃出，但是心理和精神蒙上巨大的陰影。住院期間，深感人生絕望的菊間曾自暴自棄，後來終於克服了心理障礙，經過一年的康復，回到了主播台的工作崗位。住院期間，還傳出她和職業棒球選手高木大成（西武獅）交往的消息。
2005年7月16日，主持排球比賽直播節目之後，與同事和當時尚未成年的藝人內博貴外出喝酒。事件揭發後，內博貴被迫退出所屬的偶像團體NEWS，菊間也因為涉嫌教唆未成年人喝酒而受到無限期謹慎處分。
2005年11月，菊間複出重新開始主持工作；2006年10月全面複出。在擔任播報員的同時，菊間又進入大宮法科大學院大學法務研究科學習，繼續深造法律專業。2007年12月31日，儘管富士電視台挽留，但仍宣佈離開富士電視台專注於法律學習。。2010年，新司法考試合格，成為司法修習生。。
所屬的律師事務所從事大量企業法務工作，此外，還從事著作權、破產倒閉、媒體相關事務，包括擔任富士電視台的法律顧問。由於工作中需處理很多涉外案件，預定會去留學。

## 外部連結
- 菊間千乃律師介紹 （页面存档备份，存于）